# فرانک بورپر
فرانک بورپر (فرانسوی: Frank Beaurepaire‎; ۱۳ مهٔ ۱۸۹۱ – ۲۹ مهٔ ۱۹۵۶) شناگر و سیاست‌مدار اهل استرالیا بود.

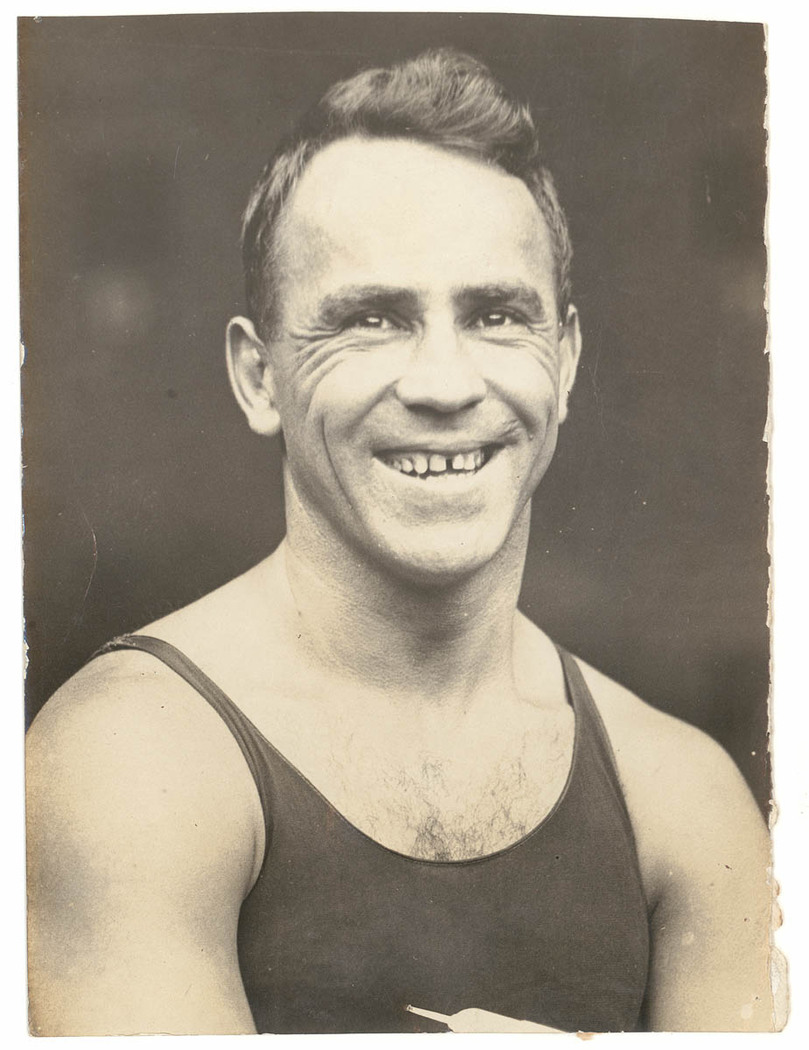